# Maketaton
Maketaton (egip. Chroniona przez Atona) – księżniczka amarneńska, druga z sześciu córek faraona Echnatona i królowej Nefertiti.

## Życiorys
| i | t · n · ra | Aa16 · D36 · V31 | t | B1 |

| i | t · n · ra | Aa16 · D36 · V31 | t | B1 |

Maketaton urodziła się prawdopodobnie w czwartym roku panowania Echnatona w Tebach. W piątym roku rządów władca rozpoczął budowę nowej stolicy, Achetaton, gdzie wkrótce przeniósł się wraz z dworem. Echnaton znany jest obecnie jako „heretycki” faraon, gdyż odrzucił tradycyjnych egipskich bogów, zastępując ich słonecznym dyskiem Atonem. Maketaton wychowywała się w atmosferze niepokojów religijnych. Jako druga córka faraona zajmowała wysoką  pozycję na dworze. Jej tytuł brzmiał: Córka Króla z jego ciała, jego ukochana Maketaton, urodzona z Wielkiej Małżonki Króla Nefertiti, oby żyła wciąż i wiecznie. Napis na jednej z amarneńskich stel granicznych mówi:
...Moje serce raduje się królową i jej dziećmi. Niech Wielkiej Królowej Neferneferuaton-Nefertiti dane będzie długie życie... gdyż dba ona o króla, i niech długie życie będzie dane jej dzieciom, księżniczce Meritaton i księżniczce Maketaton, gdyż znajdują się one pod opieką królowej, ich matki, po wsze czasy.
Księżniczka niespodziewanie zmarła w trzynastym lub czternastym roku panowania jej ojca, mając zaledwie dwanaście lat. Echnaton zaczął już wtedy wykuwanie własnego grobowca w amarneńskich skałach. Choć praca ta nigdy nie miała być ukończona, w chwili śmierci Maketaton wykuto już najważniejsze korytarze, główną komorę grobową i dwa dodatkowe zespoły pomieszczeń, z których jeden zapewne przeznaczono dla królowej Nefertiti. Maketaton została pochowana w grobie swego ojca, gdzie znajduje się jedna z najbardziej chwytających za serce scen w sztuce starożytnego Egiptu: Nefertiti (która na pogrzebie córki ostatni raz pojawiła się publicznie) i Echnaton rozpaczający nad córką leżącą na marach. Maketaton zmarła w czasie, gdy na Bliskim Wschodzie szalała zaraza. Możliwe, że epidemię przywleczono podczas międzynarodowych uroczystości, które odbyły się w dwunastym roku panowania Echnatona. W tym samym czasie przestają się pojawiać także inne osoby: królowa Teje, drugorzędna żona Echnatona – Kija - oraz trzy najmłodsze córki króla, co może oznaczać, że i one zmarły. 
Chociaż Maketaton zmarła, kiedy na Bliskim Wschodzie panowała epidemia, przyczyna jej śmierci może być inna. Scena z królewskiego grobowca ukazuje grupę żałobników, naprzeciw których stoi piastunka z dzieckiem w ramionach (niestety jego imię się nie zachowało). Dwie kobiety za nią trzymają wachlarze symbolizujące królewską godność. Widać także podtrzymywaną rozpaczającą kobietę, którą, według Geoffreya Martina, może być mamka zmarłej. Obecność noworodka w scenie śmierci może świadczyć o tym, że Maketaton zmarła podczas porodu. Nieobecność ojca może oznaczać, że był nim sam Echnaton. W grobowcu znajduje się jeszcze jedna bardzo podobna scena, jednak należy ją raczej interpretować jako związaną ze śmiercią Kiji. Inna scena z grobu królewskiego ukazuje zmarłą Maketaton (lub jej posąg) stojącą w altanie ogrodowej lub pawilonie o papirusowych kolumnach. Księżniczka ma na sobie długą, przezroczystą szatę i krótką perukę ze stożkiem pachnideł. Naprzeciw niej widzimy zrozpaczonych rodziców i trzy siostry, które wznoszą ręce do twarzy w geście głębokiej żałoby. Śmierć Maketaton bez wątpienia głęboko wstrząsnęła królewską parą. Ciała księżniczki nigdy nie odnaleziono.

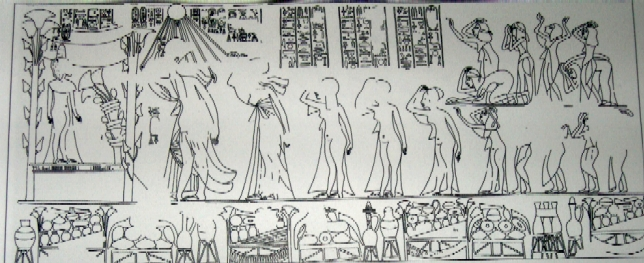
Scena z królewskiego grobowca w Amarnie ukazująca zmarłą Maketaton w pawilonie oraz pogrążoną w żałobie rodzinę

## Rodowód
| 4. Amenhotep III |  |              |  |  |              |
|                  |  | 2. Echnaton  |  |  |              |
| 5. Teje          |  |              |  |  |              |
|                  |  |              |  |  | 1. Maketaton |
| 6. Aj (?)        |  |              |  |  |              |
|                  |  | 3. Nefertiti |  |  |              |
| 7. Ti (?)        |  |              |  |  |              |
|                  |  |              |  |  |              |